# باتل أيسين (أيسين)
باتل أیسین (بالفارسية: پاتل ایسین) هي قرية تقع في إيران في قسم أيسين الريفي. يقدر عدد سكانها بـ 1,318 نسمة .